# Lobelia gibbosa
Lobelia gibbosa là loài thực vật có hoa trong họ Hoa chuông. Loài này được Labill. mô tả khoa học đầu tiên năm 1805.